# Тусузов, Георгий Баронович
Гео́ргий Баро́нович Тусу́зов (настоящее имя — Геворк Луйспаронович Тусузян; 27 марта 1891, Нахичевань-на-Дону, область Войска Донского, Российская империя — 2 февраля 1986, Москва, СССР) — советский актёр театра и кино; заслуженный артист РСФСР (1956).

## Биография
Родился 27 марта 1891 года в армянской семье купца 1-й гильдии. В начале XX века, чтобы поступить в высшее учебное заведение, необходимо было пройти процедуру исключения из гильдии купцов. Егор, как младший сын, не мог унаследовать дело отца, был исключён из гильдии купцов и поступил в университет.
Уехав в Москву, Георгий не мог бы содержать мать и оставил старшему брату Михаилу принадлежащий ему домик с условием, что тот будет содержать мать.
После окончания в 1915 году юридического факультета Московского университета работал помощником присяжного поверенного, а затем юристом, вёл борьбу с бродяжничеством и воровством. В первые годы советской власти существовал «профсоюз воров». Тусузов был избран председателем этого «профсоюза».
Ещё будучи студентом университета, уже выходил на сцену. В Ростове, где работал Тусузов, он вступил в труппу «Театральной мастерской», познакомился и подружился с Евгением Шварцем, позже уехал в Москву, где выступал на сцене кабачка «Нерыдай!» в качестве конферансье. С 1924 года работал в театре «Синяя блуза».
1 января 1934 года Тусузов пришёл в Театр Сатиры, где впоследствии стал «королём эпизода». За свою жизнь он не сыграл ни одной главной роли, хотя к своему девяностолетию насчитал 2847 сыгранных ролей. Любил бессловесные роли.
Однажды главный режиссёр Московского театра Сатиры Валентин Плучек сказал об актёре так: «Если бы Тусузова не существовало, его надо было бы выдумать».
Долголетие Тусузова служило поводом для шуток, ходивших среди актёров Московского театра Сатиры : «В театре есть два старейшины — Егорушка Тусузов и Георгий Менглет. Чего не помнит Менглет, всегда напомнит Тусузов. Чего не помнит Тусузов — не помнит и Менглет». Анатолий Папанов, который пережил Тусузова всего на один год, говорил: «Умереть не страшно. Страшно, если над твоим гробом в почётном карауле будет стоять Егорушка».
В последний год жизни у Тусузова отказали ноги, работать больше не мог. Жил в Дом ветеранов сцены.
Скончался 2 февраля 1986 года на 95-м году жизни. Урна с прахом захоронена в колумбарии Ваганьковского кладбища.

## Звания и награды
- Заслуженный артист РСФСР (1956)
- орден «Знак Почёта» (7 августа 1981)

## Творчество

### Роли в театре
- 1933 — «Чужой ребёнок» В. В. Шкваркина, Режиссёры: Н. М. Горчаков, М. Овчининская — Александр Миронович, отец Раи
- 1940 — «Сашка» К. Я. Финна, Режиссёр: М. Овчининская, А. Чернявский — Старик с попугаем, официант
- 1946 — «День отдыха» В. П. Катаева, Постановка: Н. М. Горчаков, Режиссёр: Т. Г. Василенко — Повар
- 1948 — «Вас вызывает Таймыр» А. Галича и К. Исаева, Постановка: А. А. Гончаров — Муж своей жены
- 1948 — «Лев Гурыч Синичкин» А. М. Бонди по Д. Т. Ленскому, Режиссёр: Э. Б. Краснянский — Костюмер
- 1948 — «Остров мира» Е. П. Петрова, Режиссёры: Н. М. Горчаков и Э. Б. Краснянский — Роберт Симпсон
- 1949 — «Мешок соблазнов» Н. Г. Базилевского, В. И. Нейштадта по Марку Твену, Режиссёр: Н. В. Петров — Негр
- 1949 — «Кто виноват» Г. Мдивани, Постановка: Э. Б. Краснянский, Режиссёр: А. М. Скуратова — Муж покупательницы
- 1949 — «Комедия ошибок» У. Шекспир, Постановка: Э. Б. Краснянский, Режиссёр: А. М. Скуратова — Доктор Пинч
- 1950 — «Не ваше дело» В. С. Полякова, Режиссёр: В. Н. Плучек — Юрий Борисович Недлинно, сотрудник радиокомитета
- 1951 — «Господин Дюруа» И. Л. Прута по мотивам романа Ги де Мопассана «Милый друг», Режиссёр: Э. Б. Краснянский — Биржевик
- 1952 — «Потерянное письмо» И. Л. Караджале, Режиссёры: Н. В. Петров и В. Н. Плучек — Брынзовенеску
- 1953 — «Страницы минувшего. „Игроки“» Н. В. Гоголя, Режиссёр: В. Н. Плучек — Замухрышкин
- 1955 — «Клоп» В. В. Маяковского, Режиссеры: В. Н. Плучек и С. И. Юткевич — Продавец книг, Второй гость, Старик
- 1956 — «Жорж де Валера» Ж.-П. Сартра, Постановка: В. Н. Плучек — Пердриер
- 1957 — «Мистерия-буфф» В. В. Маяковского, Постановка: В. Н. Плучек — Бог
- 1958 — «Золотой телёнок» И. А. Ильфа и Е. П. Петрова (инсценировка Е. Весника), Постановка: Э. Б. Краснянский, Режиссёр: Г. В. Зелинский — Гигиенишвили
- 1959 — «Дамоклов меч» Н. Хикмета, Постановка: В. Н. Плучек, Режиссёр: Б. Н. Казанский — Глухой
- 1960 — «12 стульев» И. Ильфа и Е. Петрова, (инсценировка Е. Весника), Постановка: Э. П. Гарин и Х. А. Локшина — Кислярский
- 1961 — «4-й позвонок» М. Ларни, Постановка: Д. В. Тункель — мистер Мильтон Доро
- 1963 — «Гурий Львович Синичкин» В. А. Дыховичного, В. З. Масса, М. Р. Слободского и М. А. Червинского, Постановка: Д. В. Тункель — Удальцов
- 1965 — «Над пропастью во ржи» Дж.-Д. Сэлинджера, Постановка: А. Б. Шатрин — Мэл Броссар
- 1966 — «Процесс Ричарда Ваверли» Р. Шнайдера, Режиссёр: Зигфрид Кюн (ГДР) — Первый секретарь суда
- 1967 — «Интервенция» Л. Славина, Постановка: В. Н. Плучек, Режиссёр: М. А. Микаэлян — Ограбленный господин
- 1967 — «Доходное место» А. Н. Островского, Постановка: М. А. Захаров, Режиссёр: С. В. Мишулин — Антон
- 1969 — «Безумный день, или Женитьба Фигаро» П. Бомарше, Постановка: В. Н. Плучек, Режиссёр: М. А. Микаэлян — Судебный пристав
- 1970 — «У времени в плену» А. Штейна, Режиссёр: В. Н. Плучек — ленинградец
- 1971 — «Обыкновенное чудо» Е. Л. Шварца, Режиссёр: М. А. Микаэлян — Палач
- 1972 — «Ревизор» Н. В. Гоголя, Постановка: В. Н. Плучек, Режиссёр: Ю. И. Козловский — Христиан Иванович Гибнер, уездный лекарь
- 1973 — «Маленькие комедии большого дома» (Пой, ласточка, пой) Г. Горина, А. Арканова, Постановка: А. А. Миронова и А. А. Ширвиндта — Хорист
- 1974 — «Клоп» В. В. Маяковского, Постановка: В. Н. Плучек — Третий гость
- 1975 — «Ремонт» М. М. Рощина, Постановка: В. Н. Плучек — Первый старик
- 1976 — «Горе от ума» А. С. Грибоедова, Постановка: В. Н. Плучек — Князь Тугоуховский
- 1979 — «Её превосходительство» С. Алёшина, Режиссёр: А. Ширвиндт — Дипломат
- 1978 — «Замшевый пиджак» С. Стратиева, Режиссёр: А. Мекке — Стригаль, крестьянин
- 1980 — «Чудак» Назыма Хикмета, Режиссёр: В. П. Кондратьев — Нищий
- 1982 — «Концерт для театра с оркестром» Г. И. Горина, А. А. Ширвиндта — Заслуженный артист

### Фильмография
- 1937 — Белеет парус одинокий
- 1940 — Преступление и наказание
- 1957 — Девушка без адреса — Феоктист Феоктистыч, старик в коммуналке
- 1960 — Девичья весна — Безногов, повар
- 1961 — Человек-амфибия
- 1961 — Приключения Кроша — свидетель
- 1961 — Человек ниоткуда — старый тапи
- 1962 — Весёлые истории — пострадавший от манной каши
- 1963 — Короткие истории
- 1963 — Штрафной удар — врач
- 1964 — Дайте жалобную книгу — Павел Кузьмич, швейцар в ресторане «Одуванчик»
- 1964 — Лёгкая жизнь — профессор
- 1964 — До свидания, мальчики! — главврач на медкомиссии военкомата
- 1964 — Что такое теория относительности? — пассажир поезда с шашками
- 1965 — Здравствуй, это я!
- 1965 — Звонят, откройте дверь
- 1967 — Разбудите Мухина! — Аксиний
- 1967 — Таинственная стена — эпизод
- 1968 — Семь стариков и одна девушка — профессор Мурашко
- 1968 — Встреча на выставке
- 1969 — Сюжет для небольшого рассказа
- 1969 — Кабачок «13 стульев» — пан Пепусевич
- 1969 — На пути к Ленину (фильм) — дирижёр в театре
- 1969 — Вчера, сегодня и всегда — судья
- 1969 — Ошибка резидента — человек на ипподроме
- 1970 — Судьба резидента — Баронов, страховой агент
- 1970 — Две улыбки
- 1971 — Телеграмма — эпизод
- 1971 — Корона Российской империи, или Снова неуловимые — экскурсовод
- 1971 — Алло, Варшава! — пассажир в самолёте
- 1972 — К бабушке, к дедушке (телефильм) — Михалыч, пенсионер на остановке
- 1974 — Скворец и Лира — американец на приёме у баронессы
- 1974 — Лев Гурыч Синичкин — Трифон
- 1974 — Ералаш (выпуск № 2, сюжет «Не надо волноваться») — дедушка Володьки
- 1975 — Следствие ведут ЗнаТоКи. Ответный удар — библиофил на свалке
- 1975 — Последняя жертва — ростовщик
- 1975 — Пропавшая экспедиция — чиновник в Горном институте
- 1976 — 100 грамм для храбрости — рыбак
- 1976 — Золотая речка — дирижёр
- 1980 — Каникулы Кроша — раздражительный читатель в «Ленинке»
- 1980 — Ночное происшествие
- 1982 — Ревизор (телефильм по постановке Театра Сатиры) — Христиан Иванович Гибнер, уездный лекарь
- 1982 — Возвращение резидента — радиолюбитель-меломан, бывший страховой агент